# Маршалл, Чарльз
Чарльз Маршалл (англ. Charles Marshall; 3 октября 1830 — 19 апреля 1902) — американский военный, офицер армии Конфедерации во время Гражданской войны в США. Служил поручиком, генерал-адъютантом и военным секретарём при генерале Роберте Ли. Он приходился дядей генералу времён Второй мировой войны, Джорджу Маршаллу.

## Ранние годы
Маршалл родился в Уоррентоне, Вирджиния, в семье Александра Джона Маршалла и Мэри Роуз Тэйлор Маршалл. Он приходился внучатым племянником главному судье США Джону Маршаллу и троюродным братом полковнику Джеймсу Маршаллу, погибшему под Геттисбергом. Чарльз Маршалл учился в школе Ричарда Смита и академии Уоррен-Грин в Уоррентоне, затем в 1848 году окончил Вирджинский Университет с учёным званием магистра. С 1850 по 1852 год он работал профессором математики в Индианском университете. Вернувшись в Вирджинию, он начал изучать право, а в 1853 году переехал в Балтимор, где был допущен к юридической практике и начал работать в юридической фирме Уильяма Шлея. В декабре 1856 года он женился на Эмили Эндрюз, дочери героя мексиканской войны, полковника Тимоти Патрика Эндрюза, которая приходилась сестрой Ричарду Сноудену Эндрюзу. У них родилась дочь, но Эмили умерла в 1858 году.

## Гражданская война
Генерал Ли долгое время был другом семьи Маршаллов, а после начала войны он определил его в свой личный штаб в звании капитана. Это произошло 21 марта 1862 года. Ли стал военным советником при президенте Дэвисе, а Маршалл - одним из его четырёх адъютантов.
Маршалл присутствовал рядом с Ли во время всех сражений Северовирджинской армии.
По штату того времени Ли имел в штабе шесть офицеров: одного военного секретаря, четырёх поручиков и одного генерал-лейтенанта. Маршалл служил на всех этих должностях. «У Маршалла была особая роль в штабе генерала Ли, — писал Уоррен Робинсон, — он составлял официальные рапорты кампаний, почти всю корреспонденцию президенту Дэвису и письма в военное министерство. Именно Маршалл проверял все сообщения, поступающие в штаб от подчинённых. Маршалл был самым доверенным лицом генерала Ли и хорошо помнил все события того времени». Иногда Маршалл записывал приказы со слов генерала Ли, формулируя их по своему усмотрению, основываясь на том, что имел в виду Ли в ходе устного обсуждения его намерений.